# Klíčové hnutí
Klíčové hnutí bylo české politické hnutí, které svůj program označilo za idealistický. Prosazovalo oddělení politiky, ekonomiky a kultury ve veřejném životě a při jeho správě, rozvoj místních společenství, aplikaci principu dobrovolnictví a altruismu, obnovu venkova (etické zápůjční fondy), rozvoj družstevnictví a malých a středních podniků, bezplatné zdravotnictví a školství.

## Volby do Poslanecké sněmovny 2010
Ve volbách do sněmovny 2010 postavilo kandidátku pouze v Praze a obdrželo 1 099 hlasů (tj. 0,17 %, resp. 0,02 % celorepublikově). V jeho čele stála Taťána Fischerová, bývalá poslankyně za Unii svobody.
Ideologický základ hnutí tvořila antroposofie.

## Volby do Poslanecké sněmovny 2013
Při volbách do Poslanecké sněmovny v roce 2013 kandidovalo společně s politickým hnutím Změna, hnutím Zelení a dalšími.
Pražskou kandidátku vedla staronová předsedkyně Táňa Fischerová.

## Zánik Hnutí
Hnutí bylo rozpuštěno k 1. lednu 2018 rozhodnutím valné hromady.